# Comuna Lopușne, Kremeneț
Lopușne (în ucraineană Лопушне) este o comună în raionul Kremeneț, regiunea Ternopil, Ucraina, formată din satele Krutniv, Lopușne (reședința) și Raslavka.

## Demografie
Componența lingvistică a comunei Lopușne
     Ucraineană (99,67%)
     Alte limbi (0,33%)
Conform recensământului din 2001, majoritatea populației comunei Lopușne era vorbitoare de ucraineană (99,67%), existând în minoritate și vorbitori de alte limbi.